# ウォーデン (DD-16)
|          |                                                 |
| 艦歴     |                                                 |
| 発注     |                                                 |
| 起工     | 1899年11月13日                                  |
| 進水     | 1901年8月15日                                   |
| 就役     | 1903年3月17日                                   |
| 退役     | 1919年7月13日                                   |
| その後   | 1920年1月3日に売却                              |
| 除籍     | 1919年9月15日                                   |
| 性能諸元 |                                                 |
| 排水量   | 605トン                                         |
| 全長     | 248 ft (75.6 m)                                 |
| 全幅     | 23 ft 1? in (7 m)                               |
| 吃水     | 10 ft 11 in (3.3 m)                             |
| 機関     |                                                 |
| 最大速   | 30ノット (56 km/h)                              |
| 乗員     | 士官、兵員72名                                  |
| 兵装     | 3インチ砲2門 6ポンド砲6門 18インチ魚雷発射管2門 |

ウォーデン (USS Worden, DD-16) は、アメリカ海軍の駆逐艦。トラクスタン級駆逐艦の3番艦。艦名はジョン・L・ウォーデン提督に因む。

## 艦歴
ウォーデンは1899年11月13日にメリーランド州スパローズ・ポイントのメリーランド鉄鋼会社で起工した。1901年8月15日にダニエル・F・ウォーデン夫人（ウォーデン少将の義理の娘）によって命名、進水し、1903年3月17日に艦長ベンジャミン・B・マコーミック大尉の指揮下就役した。
ウォーデンは7月18日に検収完了試験に合格し、バージニア州ノーフォークを拠点として第2水雷小艦隊との任務を開始した。その後4年以上同艦隊と共に南はメイン州、カリブ海、メキシコ湾から東海岸沿いに作戦活動に従事した。ウォーデンは毎年カリブ海で行われた艦隊演習に参加した。
1907年11月18日にウォーデンはノーフォーク海軍工廠で予備役となる。予備役水雷小艦隊の1隻としてウォーデンは当初ノーフォークに係留され、その後サウスカロライナ州チャールストンで係留された。1909年5月から11月までの間現役復帰した以外は、ウォーデンは1912年まで予備役のまま保管された。予備役の間にペンシルベニア海軍民兵の訓練任務に貸与、フィラデルフィアに配置され、翌年再び予備役水雷小艦隊の1隻としてチャールストンで保管された。
1914年には数回、大西洋艦隊潜水艦部隊の母艦任務に従事し、その後も潜水艦の支援活動に従事、1917年3月にニューヨークに移動し、アメリカ合衆国が第一次世界大戦に参戦するのに先立って新兵募集キャンペーンに関する特殊任務に従事した。6月にウォーデンは駆逐艦部隊B分艦隊に配属された。しかしながらニューヨークでの新兵募集任務を年末まで継続した。
1918年1月16日にウォーデンはホプキンス (USS Hopkins, DD-6)、マクドノー (USS Macdonough, DD-9)、ポール・ジョーンズ (USS Paul Jones, DD-10)、スチュワート (USS Stewart, DD-13)、と共にヨーロッパでの任務に出航した。艦隊はバミューダを経由してアゾレス諸島のポンタ・デルガダへ向かい、1月29日に到着した。同地でウォーデンとスチュワートは他の3隻と共に2月4日に出航し、フランスの沿岸に向かった。艦隊は9日にブレストに到着、間もなく沿岸での護衛任務およびUボートの探索を開始した。第一次世界大戦の残りの9ヶ月でウォーデンはフランス沿岸の港の間を行き来する船団を護衛する厳しいスケジュールを継続した。
11月11日の休戦協定成立からおよそ5週間が経過した12月18日、ウォーデンはフラッサー (USS Flusser, DD-20)、スチュワート、ホイップル (USS Whipple, DD-15) と共にブレストを出港、帰国の途に就いた。アゾレス諸島およびバミューダで給油、食糧補給を行い、1919年1月3日にフィラデルフィアに到着した。ウォーデンはその後約6ヶ月間を現役で過ごし、1919年7月13日に退役、9月15日に除籍された。ウォーデンはその後1920年1月3日にフィラデルフィアのジョセフ・G・ヒトナー社に商船として改修されるために売却された。